# Finko
《Finko》是阿爾及利亞的兒童教育雜誌，於2014年面世，發行人為穆哈米德·布爾克丹（محمد بوكردان, Mohamed Boukerdan）。雜誌以故事主人公的名字命名：小阿爾及利亞耳廓狐Finko（فينكو）。迄今為止，發行了14期（包括試刊號）。

## 外部連結
- 官方網站 （页面存档备份，存于） （阿拉伯文）（法文）